# Ascodipteron speiserianum
Ascodipteron speiserianum är en tvåvingeart som beskrevs av Frederick Arthur Godfrey Muir 1912. Ascodipteron speiserianum ingår i släktet Ascodipteron och familjen lusflugor. Inga underarter finns listade i Catalogue of Life.